# NGC 4353
NGC 4353 је галаксија у сазвежђу Девица која се налази на NGC листи објеката дубоког неба.
Деклинација објекта је + 7° 47' 3" а ректасцензија 12h 24m 0,2s. Привидна величина (магнитуда) објекта NGC 4353 износи 13,6 а фотографска магнитуда 14,2. NGC 4353 је још познат и под ознакама IC 3266, MCG 1-32-43, CGCG 42-77, VCC 688, PGC 40303.